# Thecostele
Thecostele là một chi orchids (family Orchidaceae) and of subtribe Eulophiinae.. There are 9 species, distributed in the Himalaya, Malaysia, Myanmar, Thailand, and the Philippines.

## Hình ảnh

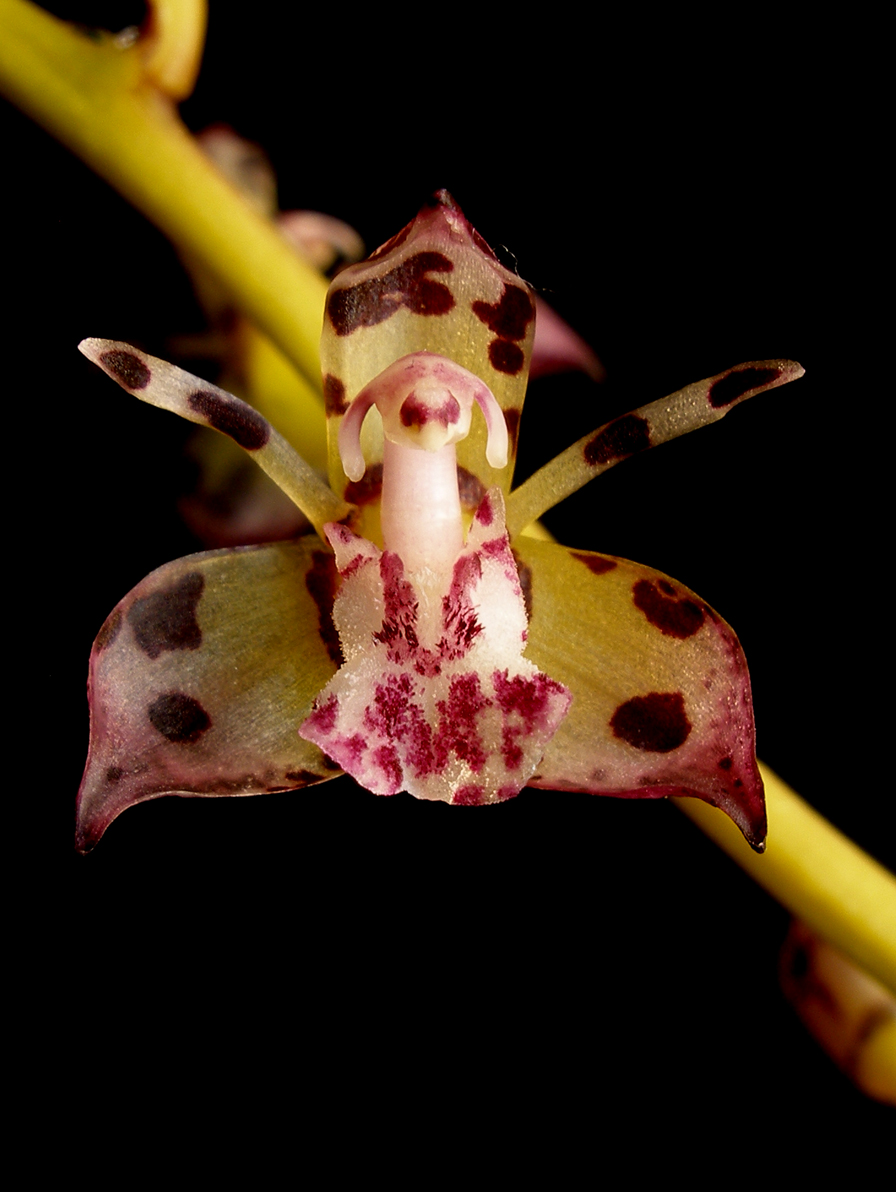

## Danh sách các loài
- Thecostele alata
- Thecostele maculosa
- Thecostele maingayi
- Thecostele poilanei
- Thecostele quinquefida
- Thecostele secunda
- Thecostele wrayi
- Thecostele zollingeri